# Hilding Bossler
Hilding Josef Ragnar Bossler, född 8 april 1899 i Gamleby, död 22 december 1994, var en svensk konstnär.
Bossler studerade konst för Carl Wilhelmson och därefter i Oslo för Pola Gauguin 1923-1925 och för Harald Giersing i Köpenhamn samt under en tid i Paris 1926-1927 där han studerade vid Académie Colarossi och Académie de la Grande Chaumière. Han medverkade i ett stort antal samlingsutställningar bland annat med Sveriges allmänna konstförening. Hans konst består av sjöbodar, fiskeredskap och landskapsbilder från Öland i olja eller akvarell. 
Bossler är representerad vid Kalmar museum.